# Galegeeska
Galegeeska is een geslacht uit de familie van de springspitsmuizen (Macroscelididae). De wetenschappelijke naam van het geslacht werd in 2020 gepubliceerd door Heritage & Rayaleh, als nieuw geslacht voor de somaliolifantspitsmuis. In 2021 bleek de rosse olifantspitsmuis de nauwste verwant van de somaliolifantspitsmuis, waarna het ook naar het geslacht Galegeeska werd verplaatst. Beide soorten werden hiervoor tot het geslacht Elephantulus gerekend.

## Soorten
Er worden 2 soorten in dit geslacht geplaatst:
- Galegeeska revoilii (Huet, 1881) – Somaliolifantspitsmuis
- Galegeeska rufescens (Peters, 1878) – Rosse olifantspitsmuis